# Lâmpada de Argand

Uma lâmpada de Argand num retrato de James Peale pelo seu irmão Charles Willson Peale, 1822

A lâmpada de Argand foi inventada e patenteada em 1780 por Aimé Argand, um físico e químico suíço. Melhorou muito a iluminação doméstica da altura, predominantemente feita por lâmpadas a óleo,  produzindo uma luz equivalente a cerca de 6 a 10 velas. Tinha uma mecha tubular montada entre um par de cilindros concêntricos de metal de modo que o ar era canalizado através do centro da mecha, assim como pelo exterior da mesma. Uma chaminé cilíndrica de vidro fosco e por vezes colorido cercava a torcida, estabilizando a chama e melhorando o fluxo de ar. Usava como combustível, um óleo de boa liquidez, como o espermacete ou óleo de baleia. Este era fornecido por gravidade desde um reservatório montado acima da torcida. Para além da melhoria no brilho, a combustão mais completa do óleo requeria ajustamentos muito menos frequentes da torcida.
Estes candeeiros, eram produzidos numa grande variedade de formas decorativas e rapidamente afastaram do mercado todos os outros tipos de candeeiros a óleo. Eram um pouco mais caros que os antigos devido à sua maior complexidade, pelo que foram adoptados primeiramente pelas classes abastadas, mas rapidamente se espalharam à classe média e também, eventualmente, as classes menos favorecidas. Foi o candeeiro mais usado até cerca de 1850 quando foram introduzidos os candeeiros a petróleo (querosene ou óleo de parafina) que usavam uma torcida espalmada mergulhada num reservatório, com uma chaminé arredondada. O petróleo era consideravelmente mais barato do que o óleo de baleia, e muitos candeeiros de Argand foram modificadas para passarem a queimar petróleo iluminante.
Uma das desvantagens devia-se ao facto do reservatório de óleo necessitar de estar acima do nível do queimador porque o óleo utilizado era muito pesado e não subia pela torcida. Isto tornou a parte superior dos candeeiros muito volumosa gerando uma grande zona de sombra. A posterior lâmpada Carcel de 1800, procurou superar este problema.

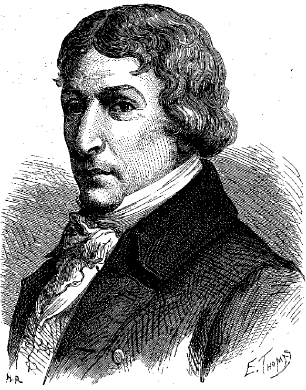
Ami Argand
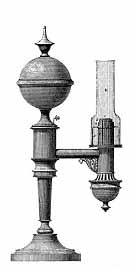
Lâmpada de Argand
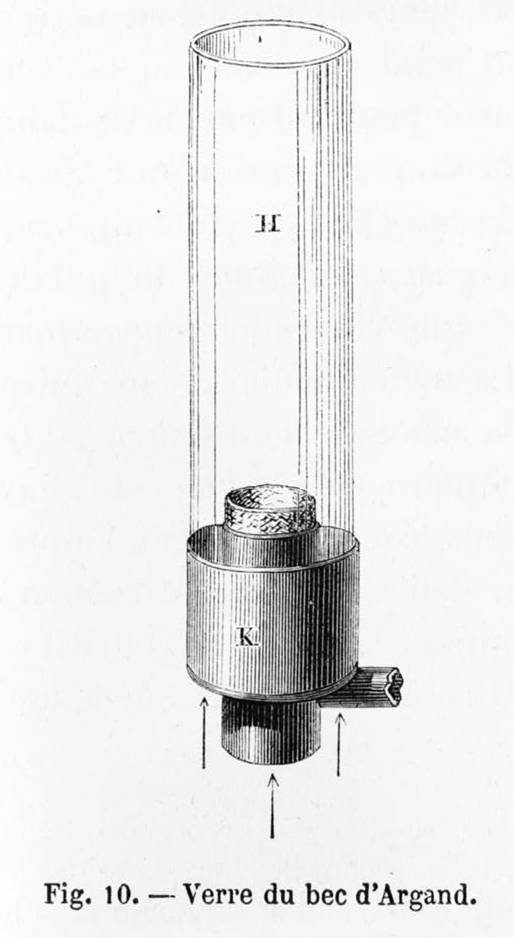
Chaminé e queimador da lâmpada de Argand
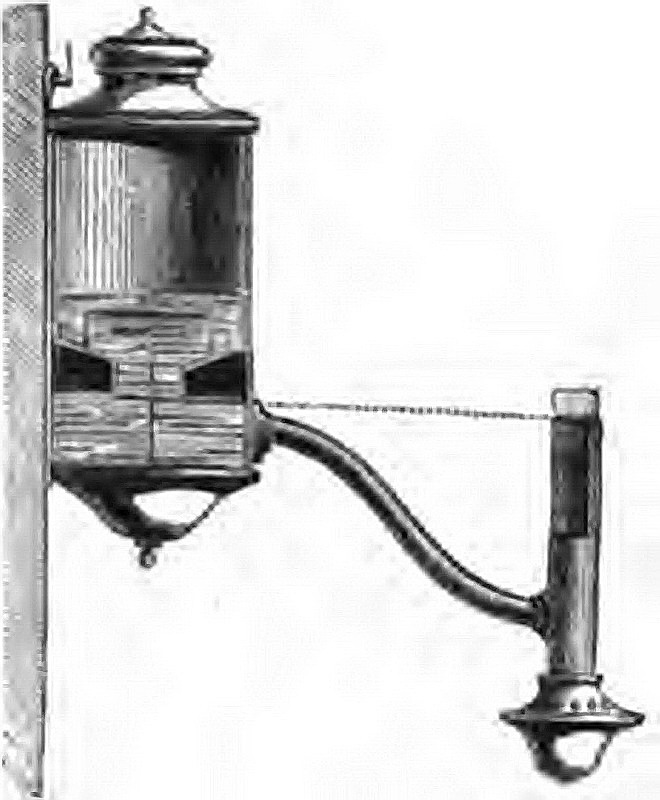
Quinquet

## Utilização emfaróis
Esta lâmpada, dadas as suas características de forte intensidade de luz e estabilização de chama, sem produzir fumos, revolucionou a iluminação de faróis. A diminuição do diâmetro da chaminé de vidro deveu-se a Lange, e o princípio de mechas múltiplas foi desenhado pelo Conde Rumford. Fresnel produziu queimadores com duas, três e quatro mechas concêntricas.
Queimavam originalmente óleo de peixe, mais tarde óleo vegetal e por volta de 1860, óleo mineral. O Espermacete foi utilizado em faróis Ingleses até 1846, mas por essa altura o óleo de colza era já amplamente utilizado. Azeite, óleo de banha e óleo de coco também foram utilizados para iluminação de faróis em várias partes do mundo. Durante mais de cem anos, a lâmpada de Argand tornou-se a principal fonte de luz dos faróis.